# Hypernatrémie
Ne doit pas être confondu avec Hyponatrémie.
 Mise en garde médicale
L'hypernatrémie est l'augmentation du taux de sodium (Na+) dans le sang. Elle découle d'une insuffisance d'apport hydrique dans un organisme impliquant alors une déshydratation intracellulaire ; il s'agit de ce qui se passe lorsqu'un organisme ne boit pas assez d'eau. Elle se corrige par l'apport d'eau ou par une perfusion intraveineuse de glucose 5 %. Cela peut aussi être dû à une perte excessive d'eau au niveau rénal ou cutané à la suite d'une brûlure étendue ou lors d'un effort physique important, si les apports en eau ne compensent pas cet excès de perte.

## Définition
L'hypernatrémie, contrairement à l'hyponatrémie, est une augmentation de la natrémie supérieure à 145 mmol L−1.

## Épidémiologie
Souvent iatrogène, en particulier chez la personne âgée ou le nourrisson par carence en eau.

## Signes et symptômes
Les premiers symptômes de l'hypernatrémie devraient être la soif et la faiblesse musculaire.
Les signes cliniques sont principalement des troubles neuropsychiques : augmentation du tonus musculaire, des réflexes ostéotendineux, céphalées, confusion, agitation, voire troubles de la conscience et convulsions. En effet l'hypernatrémie entraîne une déshydratation intracellulaire, responsable d'une contraction du volume cérébral.

## Physiopathologie
La soif et la capacité rénale à concentrer les urines devraient protéger tout sujet normal de l'hypernatrémie.

### Défaut d'apport en eau libre
Les nourrissons, certaines personnes âgées et malades psychiatriques, les patients en réanimation, dépendant totalement de l'aide de leur entourage pour les apports en eau, sont à risque de développer une hypernatrémie par défaut d'apport hydrique.

### Perte d'eau libre
C'est le cas, entre autres, d'un diabète insipide.

### Apports de sodium excessifs
Des cas de décès consécutifs à une trop grande absorption de sel en cas de noyade en mer ou d'une apport excessif en sel ont été rapportés dont le cas d'une femme ayant absorbé 3 cuillers à soupe de sel ou plusieurs cas d'utilisation d'une solution saline comme émétique. Il a aussi été fait état d'un cas d'empoisonnement volontaire. Les quantités létales sont faibles, à partir d'une cuiller à café pour un enfant, toutefois les empoisonnements de ce type constituent une cause extrêmement rare d'hypernatrémie.

### Médicaments
La prise de certains médicaments peut entraîner une augmentation des taux de sodium dans le sang, ce qui peut causer une hypernatrémie. Parmi ces médicaments, on peut citer les anti-inflammatoires non stéroïdiens tels que l'ibuprofène ou le naproxène, les stéroïdes, les laxatifs ou encore le lithium, qui est utilisé chez les personnes souffrant de troubles bipolaires.